# Pelexia loefgrenii
Pelexia loefgrenii là một loài thực vật có hoa trong họ Lan. Loài này được (Porsch) Schltr. mô tả khoa học đầu tiên năm 1920.